# 鬼使神差 (1987年電影)
《鬼使神差》（英語：*batteries not included；直譯：不包含電池）是一套由环球影业及安培林娱乐公司在1987年美國發行上映、加入了外星機械元素的家庭處境劇電影。劇本原本是被打算製作成電視劇並收錄為《惊异传奇》的其中一集，但由於執行製作人斯蒂芬·斯皮尔伯格表示十分喜歡其故事因此最終將它攝製成一部獨立的電影。

## 劇情
故事發生在80年代末一個位於纽约曼哈頓东村的低層公寓大樓，受到大企業的摩天大廈發展計劃影響，公寓的住客只走剩年邁的房東 Frank Riley 、其患有輕度老人癡呆症的妻子 Faye Riley 、窮畫家 Mason Baylor 、被男朋友拋棄並懷有身孕的 Marisa Esteval 及已退休的黑人冠軍拳擊手 Harry Noble。受到企業雇來迫遷的不良分子騷擾，Frank Riley 幾乎決定放棄的當晚，公寓忽然來了兩個猶如迷你UFO的飛行生物，它們有將破爛修補完好的特殊能力，各自擁有獨立的人格。雖然無法以言語溝通，這對機械生物就像民間傳說中的家庭妖精和公寓的住客發展出互助共生的關係。

## 主要演員
- Hume Cronyn 飾 Frank Riley
- 潔西卡·坦迪 飾 Faye Riley
- Frank McRae 飾 Harry Noble
- Elizabeth Peña 飾 Marisa Esteval
- Dennis Boutsikaris 飾 Mason Baylor

## 外部連結
- 官方网站
- 互联网电影数据库（IMDb）上《鬼使神差》的资料（英文）
- AllMovie上《鬼使神差》的资料（英文）
- Box Office Mojo上《鬼使神差》的資料（英文）
- 爛番茄上《鬼使神差》的資料（英文）